# Okamoto Hiszataka
Okamoto Hiszataka (1933. december 14. –) válogatott japán labdarúgó, csatár.

## Pályafutása
1952-ben a Kwansei Gakuin University, 1953 és 1955 között a Kwangaku Club, 1956-ban a Yuasa Batteries Kyōto labdarúgója volt. 1955-ben öt alkalommal szerepelt a japán válogatottban.

## Statisztika
| Japán válogatott | Japán válogatott | Japán válogatott |
| Időszak          | Mérk.            | gól              |
| ---------------- | ---------------- | ---------------- |
| 1955             | 5                | 0                |
| Összesen         | 5                | 0                |